# Ministero dei territori temporaneamente occupati e degli sfollati interni
Il Ministero dei territori temporaneamente occupati e degli sfollati interni (in ucraino Міністерство з питань тимчасово окупованих територій та внутрішньо перини?, Ministerstvo z pytan' tymčasovo okupovanych terytorij ta vnutrišn'o peryny) è il dicastero del governo ucraino responsabile per i territori occupati e gli sfollati ucraini a causa dell'intervento militare russo del 2014.
Il governo Hončaruk (29 agosto 2019 - 4 marzo 2020) ha unito il ministero degli Affari dei veterani in questo ministero. Il 23 gennaio 2020 il ministro Oksana Koliada ha dichiarato che il ministero sarebbe probabilmente stato diviso nuovamente in un ministero separato per gli affari dei veterani con il ministero dei territori temporaneamente occupati e gli sfollati interni per essere ribattezzato "ministero del reinserimento".

## Storia
Vadym Chernysh è stato nominato il 14 aprile 2016 come primo ministro dei territori temporaneamente occupati e degli sfollati interni nel governo
Hrojsman. Il 20 aprile 2016 il suo ministero è stato creato fondendo l'Agenzia statale per la reintegrazione del Donbass (precedentemente parte del Ministero dello sviluppo regionale) e il Servizio statale per la Crimea e Sebastopoli annessi alla Russia (precedentemente sotto amministrazione diretta del Gabinetto dell'Ucraina). Chernysh è l'ex capo dell'Agenzia statale per la reintegrazione del Donbass.
Il ministero cerca di "trovare soluzioni e strategie di reintegrazione" affinché l'Ucraina riacquisti il controllo della Crimea e di parti della regione storica del Donbass. L'Ucraina ha perso il controllo della Crimea, che è stata unilateralmente annessa alla Russia nel marzo 2014. Nella regione del Donbass nell'Ucraina orientale, le proteste filo-russe si sono intensificate in un'insurrezione armata separatista all'inizio dell'aprile 2014, quando uomini armati mascherati presero il controllo di diversi edifici e città del governo della regione. Ciò portò alla creazione della proclamata Repubblica Popolare di Donetsk e della Repubblica Popolare di Luhansk.
La violenza tra l'esercito ucraino e le forze delle due repubbliche separatiste si è intensificata in un conflitto armato noto come Guerra del Donbass. La guerra del Donbass ha portato a 1,6 milioni di persone registrate come sfollate dal governo ucraino. L'Ufficio dell'Alto commissario delle Nazioni Unite per i diritti umani ha riferito nel marzo 2016 che da 800.000 a 1 milione di loro vivevano all'interno dell'Ucraina controllata dal governo ucraino.

## Lista dei ministri

### Capi delle precedenti agenzie governative del ministero

#### Agenzia statale per la reintegrazione del Donbass
| Ministro           | Mandato           | Mandato         |
| Ministro           | Inizio            | Fine            |
| ------------------ | ----------------- | --------------- |
| Andriy Nikolayenko | 22 settembre 2014 | 14 ottobre 2014 |
| Vadym Chernysh     | 26 giugno 2015    | 20 aprile 2016  |

#### Servizio statale sulle questioni relative alla Repubblica autonoma di Crimea e alla città di Sebastopoli
| Ministro           | Mandato        | Mandato        |
| Ministro           | Inizio         | Fine           |
| ------------------ | -------------- | -------------- |
| Aslan Ömer Kırımlı | 14 maggio 2015 | 19 agosto 2015 |
| Nariman Ustayev    | 20 agosto 2015 | 20 aprile 2016 |

### Lista dei ministri dei territori temporaneamente occupati e degli sfollati interni
| Ministro         | Mandato         | Mandato         | Foto |
| Ministro         | Inizio          | Fine            | Foto |
| ---------------- | --------------- | --------------- | ---- |
| Vadym Chernysh   | 20 aprile 2016  | 29 agosto 2019  |      |
| Oksana Koliada   | 29 agosto 2019  | 4 marzo 2020    |      |
| Oleksij Reznikov | 4 marzo 2020    | 3 novembre 2021 |      |
| Iryna Vereščuk   | 4 novembre 2021 | in carica       |      |